# Paradise Canyon
Paradise Canyon (Brasil: O Vale do Paraíso / Portugal: Desfiladeiro do Paraíso) é um filme norte-americano de 1935, do gênero faroeste, dirigido por Carl Pierson e estrelado por John Wayne e Marion Burns.

## A produção
Este é o último filme de John Wayne distribuído pela Monogram Pictures. A Monogram e outros quatro pequenos estúdios fundiram-se para criar a Republic Pictures. Assim, Wayne tornou-se contratado da Republic, onde continuou a atuar em modestos filmes B até ser, finalmente, catapultado para o estrelato em 1939, com Stagecoach, do amigo John Ford.
Paradise Canyon, um dos mais movimentados exemplares da série, oferece muitas cenas cômicas, proporcionadas pelos coadjuvantes  Perry Murdock, Gordon Clifford e Earl Hodgins.
Carl Pierson é mais conhecido como o editor de mais de duzentos títulos. Como diretor , sua contribuição foi bem menor—apenas três faroestes B, dois com Wayne e um com Gene Autry, todos realizados neste ano de 1935.

## Sinopse
O agente federal John Wyatt, incógnito sob o nome de John Rogers, dirige-se à fronteira com o México, onde pretende desbaratar uma quadrilha de falsários. No caminho, ele junta-se ao charlatão Doc Carter e sua filha Linda. A princípio, John suspeita de Doc, mas depois descobre que Curly Joe Gale, ex-sócio do falso doutor, é o verdadeiro líder da gangue. John, então, pede a ajuda dos Rurales, a polícia do país vizinho.

## Elenco
| Ator/Atriz      | Personagem               |
| --------------- | ------------------------ |
| John Wayne      | John Wyatt / John Rogers |
| Marion Burns    | Linda Carter             |
| Reed Howes      | Red                      |
| Earle Hodgins   | Doc Carter               |
| Gino Corrado    | Capitão dos Rurales      |
| Yakima Canutt   | Curly Joe Gale           |
| Perry Murdock   | Ike                      |
| Gordon Clifford | Mike                     |
| Henry Hall      | Coronel Peters           |